# 1943 في كندا
فيما يلي قوائم الأحداث التي وقعت خلال عام 1943 في كندا.

## سياسة

### انتهاء فترة المنصب
- 4 أغسطس – جورج ألكسندر درو عضو برلمان مقاطعة أونتاريو.

## مواليد

### يناير
- 1 يناير – سكوت هيلاندس ممثل كندي.
- 14 يناير – رالف ستاينمان
- 28 يناير – بول هاندرسن لاعب هوكي جليد كندي.

### مارس
- 15 مارس – ديفد كروننبرغ

### مايو
- 11 مايو – نانسي غرين
- 18 مايو – بيتر كينيدي عالم اقتصاد كندي.
- 28 مايو – جاك دروين مخرج أفلام كندي.

### يوليو
- 1 يوليو – فرانسوا دومبيير ملحن فرنسي.
- 5 يوليو – روبي روبرتسون
- 16 يوليو – باتريسيا تشيرتشلاند
- 31 يوليو – جون إن. سميث
- 31 يوليو – ريان لاركن

### أغسطس
- 29 أغسطس – آرثر ماكدونالد فيزيائي كندي.

### سبتمبر
- 27 سبتمبر – راندي باتشمان موسيقي كندي.

### أكتوبر
- 1 أكتوبر – بيتر كاستنر ممثل كندي.
- 30 أكتوبر – بول كوركم فيزيائي كندي.

### نوفمبر
- 7 نوفمبر – جوني ميتشل موسيقية كندية.
- 30 نوفمبر – وليام عزيزي

### ديسمبر
- 13 ديسمبر – فيرغسون جنكينز لاعب كرة قاعدة كندي.

## وفيات

### يوليو
- 27 يوليو – هاري هام (مواليد 1886) ممثل كندي.

### نوفمبر
- 26 نوفمبر – تشارلز روبرتس (مواليد 1860) شاعر كندي.